# Reiherbrunnen (Lwówek Śląski)

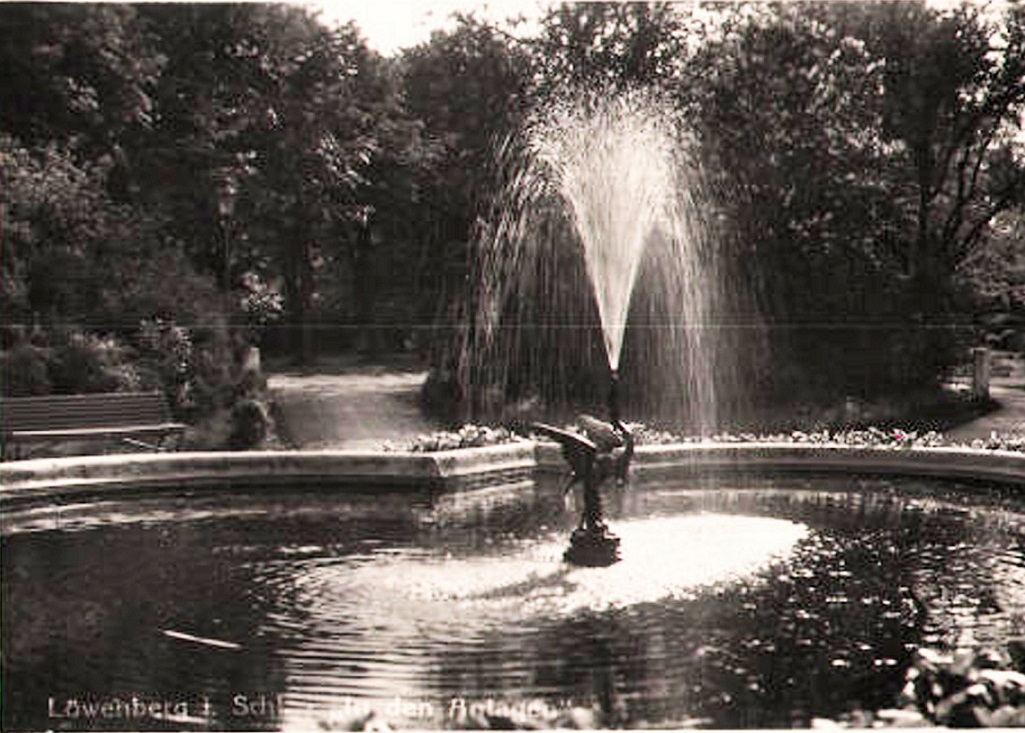
Der Reiherbrunnen 1913

Der Reiherbrunnen in Lwówek Śląski (Löwenberg in Schlesien) ist einer von vier Brunnen in der Stadt. Das Brunnenbecken besteht aus Beton, in der Mitte befindet sich eine Reiherfigur aus Metall als Wasserspeier. Der Reiherbrunnen befindet sich an der Ulica Szkolna in der Parkanlage Planty (Anlagen), auch skwer Piłsudskiego, neben dem Franziskanerkloster im Süden der Stadt.

## Geschichte
Zeitweise befand sich der Brunnen in einem schlechten Zustand und die Reiherfigur fehlte. 2017 wurde ein Abkommen über finanzielle Hilfsmittel für die Restaurierung der Stadtmauer und der umliegenden Anlagen beschlossen. 2008 wurde auch der Reiherbrunnen restauriert. Am 22. November 2018 wurde eine neue Kopie des Reihers aufgestellt, die von Przemysław Wolny geschaffen wurde. Die Skulptur wurde im Betrieb Art-Odlew in Opole (Oppeln) neu gegossen.